# Amphiroa yendoi (De Toni)
Amphiroa yendoi De Toni, 1905  é o nome botânico  de uma espécie de algas vermelhas pluricelulares do gênero Amphiroa.
- São algas marinhas encontradas no Japão.

## Sinonímia
- Amphiroa canaliculata Yendo, 1902 (nome ilegítimo)
- Amphiroa yendoi Børgesen, 1924 (nome ilegítimo)